# 索珀頓
索珀頓（英語：Soperton）是一個位於美國喬治亞州特魯特倫縣的城市。根據2010年美國人口普查，該地人口為3115人，而該地的面積約為8.50平方千米。同時該地也是特魯特倫縣的縣治。

## 地理
索珀頓的座標為32°22′34″N 82°35′34″W / 32.37611°N 82.59278°W，而該地的平均海拔高度為90米（即295英尺）。